# Otto Telschow

Otto Telschow

Otto Telschow (* 27. Februar 1876 in Wittenberge; † 31. Mai 1945 in Lüneburg) war ein Gauleiter der NSDAP, von 1925 bis 1928 im Gau Lüneburg-Stade und ab 1928 im Gau Ost-Hannover sowie von 1930 bis 1945 Abgeordneter des Reichstages. Zudem war er Polizeibeamter, Staatsrat und Reichsverteidigungskommissar. 

## Biographie
Telschow war der Sohn eines Justizbeamten. Er war bis 1893 Schüler am Kgl. Preußischen Militär-Knaben-Erziehungsinstitut Schloss Annaburg bei Wittenberg, anschließend diente er bis 1897 im Ulanen-Regiment 2 (Saarburg) und von 1898 bis 1902 im Husaren-Regiment „Königin Wilhelmina der Niederlande“ („Wandsbeker Husaren“) in Wandsbek, in dem er es bis zum Unteroffizier brachte. Bis zum Beginn des Ersten Weltkriegs war er Polizeibeamter. Er wurde als Feldlazarett-Inspekteur eingezogen und war von 1914 bis 1917 im Fronteinsatz in Flandern, Rumänien und im Baltikum. Ab Ende 1917 bis Ende 1918 fungierte er als Lazarett-Oberinspektor im Reservelazarett III in Bremen.
Er war mit Clara Jenny Philippine Gevert verheiratet.
Nach dem Ende des Ersten Weltkrieges arbeitete er von 1919 bis 1924 als Verwaltungsbeamter in der Polizeibehörde Hamburg, zuletzt Polizei-Obersekretär.
1942 erhielt er, als Gauleiter von Ost-Hannover, in Lopau den ehemaligen Gutshof des Industriellen Richard Toepffer und 40 ha Land vom Staat als Geschenk. Er baute sich auf dem Gelände einen Bunker, der in Teilen noch heute erhalten ist.

## Politik
Er wurde als Polizist entlassen, da er 1922 bis 1924 Kreisleiter der radikal völkischen und antisemitischen Deutschvölkischen Freiheitspartei (DVFP) im Landkreis Harburg war. Von 1924 bis Juli 1925 war er Führer der DVFP in Lüneburg und Stade. Bereits 1905 war er der antisemitischen Deutschsozialen Partei beigetreten; zudem war er Mitglied im Deutschvölkischen Schutz- und Trutzbund und Mitarbeiter der Zeitschrift Deutsche Soziale Blätter. 
Nach der Wiederzulassung der NSDAP 1925 trat er der Partei bei und erhielt die niedrige Mitgliedsnummer 7.057. Von 1925 bis 1928 war er NS-Gauleiter des Gaus Lüneburg-Stade, der 1928 als Gau Ost-Hannover umstrukturiert wurde. Als Nachfolger von Bernhard Rust war Telschow von 1928 bis 1945 Gauleiter von Ost-Hannover und somit auch für den Bereich Geestemünde und später Bremerhaven für die Partei zuständig.  Er kandidierte im Mai 1928 erfolglos zum Preußischen Landtag. Telschow gründete die nationalsozialistische Wochenzeitung Niedersachsen-Stürmer. Er hielt in dieser Zeit Reden gegen „die“ Juden, Freimaurer und Kommunisten. Ab dem November 1929 wurde er in den Provinziallandtag der preußischen Provinz Hannover gewählt, dessen Präsident er im April 1933 wurde. 
1932 kam es zu einem Zerwürfnis mit seinem engen Mitarbeiter und Vertrauten, dem Mediziner und Eugeniker Günther von Heyman aus Bremervörde, der sich nach seinem verpassten Einzug als Kandidat für den Preußischen Landtag von der NSDAP distanzierte. Nach Heymans Presseveröffentlichung seiner sog. Röhm-Briefen, in denen er zunächst gegenüber Gau- und Parteileitung Röhms Homosexualität als widerwärtig und pervers brandmarkte, ließ Telschow von Heyman überwachen und drangsalieren bis hin zur Anklage wegen Landes- und Hochverrats.
Von 1930 bis 1945 war Telschow Abgeordneter des Reichstages. Am 11. Juli 1933 erfolgte seine Ernennung zum Preußischen Staatsrat und 1934 zum Preußischen Provinzialrat der Provinz Hannover. Er war ab 1939 Mitglied des Verteidigungsausschusses des Wehrkreises XI. Ab 1940 war er Gauwohnungskommissar von Ost-Hannover, und 1941 wurde er mit städtebaulichen Maßnahmen der Stadt Lüneburg beauftragt. 1942 wurde er von Fritz Sauckel für den Arbeitseinsatz für den Gau Ost-Hannover beauftragt. Von 1942 bis 1944 amtierte er als Reichsverteidigungskommissar für den Gau Ost-Hannover; dieser Aufgabe war er jedoch nicht gewachsen.
Telschow floh vor dem Einmarsch der Engländer aus seiner Villa in der Lüneburger Schießgrabenstraße 8/9 (Telschow-Villa) in ein Jagdhaus bei Dahlenburg (Sommerbeck). Dort wurde er von britischen Soldaten festgenommen, wobei er einen Suizid-Versuch unternahm. Er wurde nach Lüneburg zurückgebracht, wo er am 31. Mai 1945 an den Folgen seines Selbstmordversuchs starb.

## „Otto-Telschow-Stadt“
In Bremerhaven wurde am 19. Dezember 1937 der Grundstein für 175 Häuser der Otto-Telschow-Stadt gelegt, die bis zum Richtfest am 18. Juni 1938 fertig gestellt wurden. Die Nordwestdeutsche Zeitung schrieb darüber: „Im Gelände an der Verbindungsstraße Reichsbahnhof Wulsdorf–Schiffdorf, östlich der Fischmehlfabrik Kraft & Röver … finden sich zu dem feierlichen Akt [der Grundsteinlegung der Otto-Telschow-Stadt] mit geladenen Gästen die Formationen der Bewegung ein.“ Als erste bekamen kinderreiche Familien ein Haus, die „auf der Bult“ wohnten. Nach dem Krieg erhielt die Siedlung den Namen Surheide.

## Ehrenbürgerschaften
Fast alle erworbenen Ehrenbürgerschaften wurden Anfang des 21. Jahrhunderts wieder aberkannt.
- Bleckede, 1933, entzogen 2008
- Blumenthal, 1933. Die Ehrenbürgerschaft der damals unabhängigen Gemeinde Blumenthal erlosch am 1. November 1939 durch die Eingemeindung Blumenthals nach Bremen.[6][7][8]
- Buchholz in der Nordheide, 1941, Aberkennung 2008[9]
- Celle, 1936, Aberkennung 2007
- Gartow, 1933, Aberkennung 2008
- Harburg-Wilhelmsburg, 1934, Aberkennung 1945[10]
- Lüneburg, 1937, Aberkennung 2007[11]
- Neuhaus/Elbe, 1933, Aberkennung 2008
- Soltau, 29. August 1937, Aberkennung 2014
- Wesermünde/Bremerhaven, 1934, Aberkennung 1949
- Wustrow, 1933, Aberkennung 2008